# Passiflora ligularis
Passiflora ligularis is een passiebloem, die in Europa vooral bekend is vanwege zijn eetbare vruchten. Deze vruchten worden zoete passievrucht of (zoete) granadilla genoemd.
De groenblijvende klimplant komt van nature voor op hoogtes tussen de 800 en 3200 m van West-Bolivia in de Andes tot in het noordwesten van Zuid-Amerika tot in Venezuela en in Midden-Amerika tot aan Mexico. Tevens wordt de plant gekweekt voor zijn vruchten in Hawaï, Oost-Afrika en Australië.

## Beschrijving
De snelgroeiende klimplant is houtig aan de basis en heeft onbehaarde, buisvormige, tot 5 m lange stengels. In de bladoksels ontspringen de onvertakte, spiraalvormige ranken die daar worden geflankeerd door steunblaadjes. De bladsteel is tot 10 cm lang en draagt twee of drie paar, tot 1 cm lange, tongvormige (ligularis = tongvormig) honingklieren. De afwisselend geplaatste bladeren zijn lichtgroen van kleur, hartvormig of zelden drielobbig (Passiflora ligularis f. lobata uit Colombia), breed-ovaal, glad, gaafrandig en 8-22 × 6-17 cm groot. De bloemstelen zijn tot 5 cm lang en staan solitair of in paren in de bladoksels. De 4-10 cm brede bloemen zijn wit en paars of violet. De vijf kelkbladeren zijn groen aan de buitenkant, wit aan de binnenkant, lancetvormig en tot 3 × 1 cm groot. De vijf kroonbladeren zijn wit of wit met paarse stippen, langwerpig en tot 3 × 1 cm groot. De corona bestaat uit vijf of zes rijen, die wit en paars of violet geband zijn. De buitenste rij is circa 3 cm lang. In het midden van de corona ontspringt de androgynofoor.
De vruchten rijpen van groen via geel naar oranje met witte stippen. De gladde, harde maar broze schil verkleurt echter snel naar bruin. De vruchten zijn bolvormig tot ovaal en 6-10 × 4-7 cm groot.

## Gebruik
De vruchten zijn buiten de koelkast slechts één week houdbaar. De smaak van de grijzige, glazige zaadmantels is zoet en aromatisch kruisbesachtig. De circa 0,7 cm lange, zwarte zaden kunnen met de zaadmantels worden uitgelepeld en worden opgegeten. De vruchten worden steeds vaker in Europa verkocht in winkels en op markten. De vruchten die in Europa worden aangeboden, zijn meestal afkomstig uit de Caraïben of uit Colombia.
De plant is eenvoudig te kweken door middel van zaaien of stekken. De plant kan tegen korte perioden van lichte vorst, maar verdraagt droog, heet weer slecht. De plant gedijt in Europa goed in de vensterbank, maar komt hier niet in bloei.

Passiflora ligularis
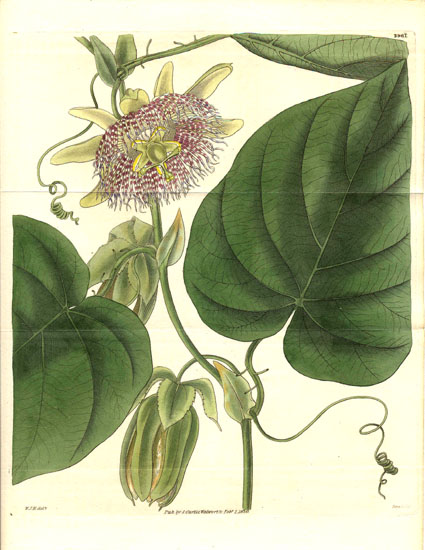
Botanische illustratie uit 1830 van William Jackson Hooker 'Curtis's Botanical Magazine)
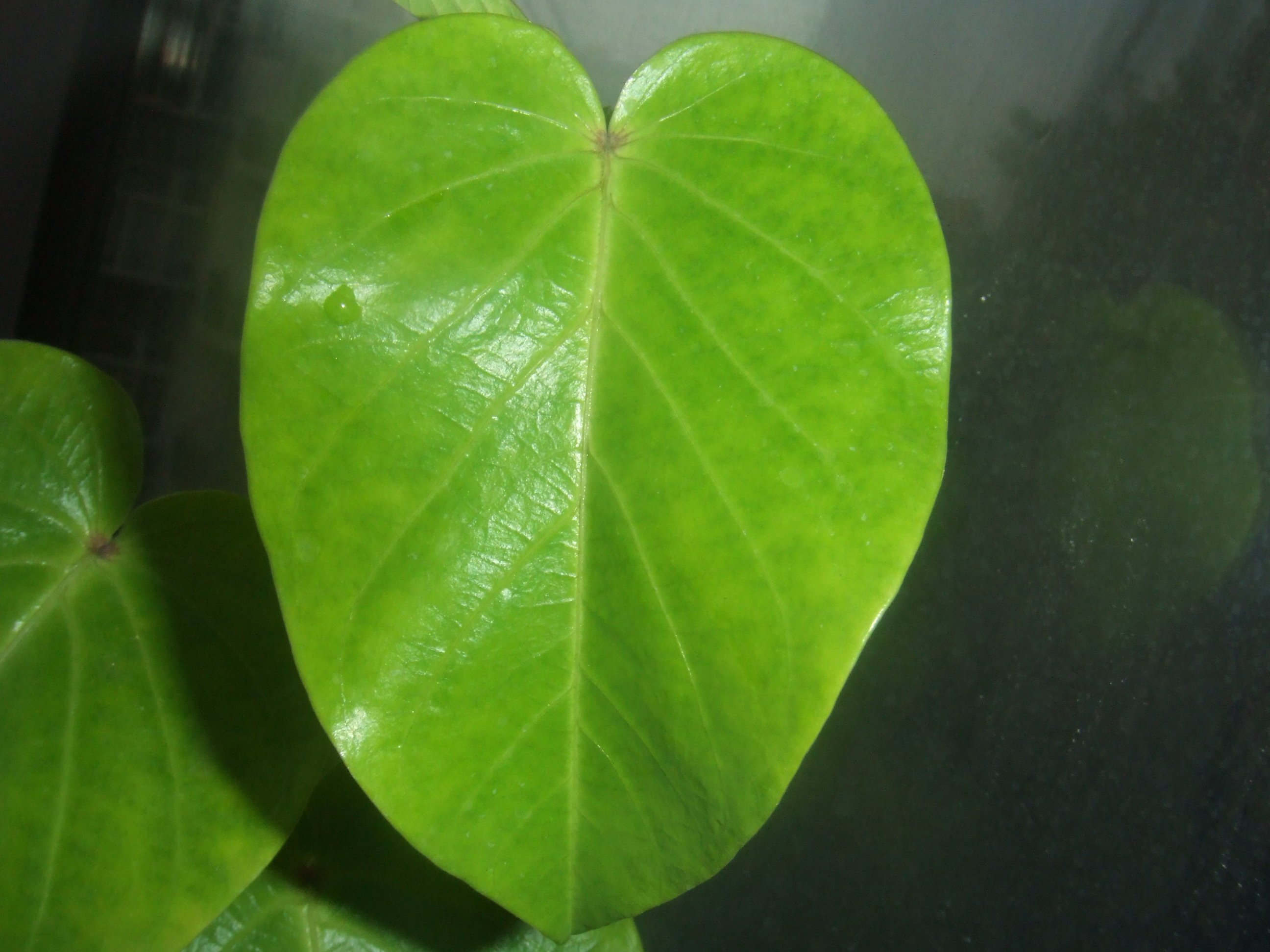
Blad
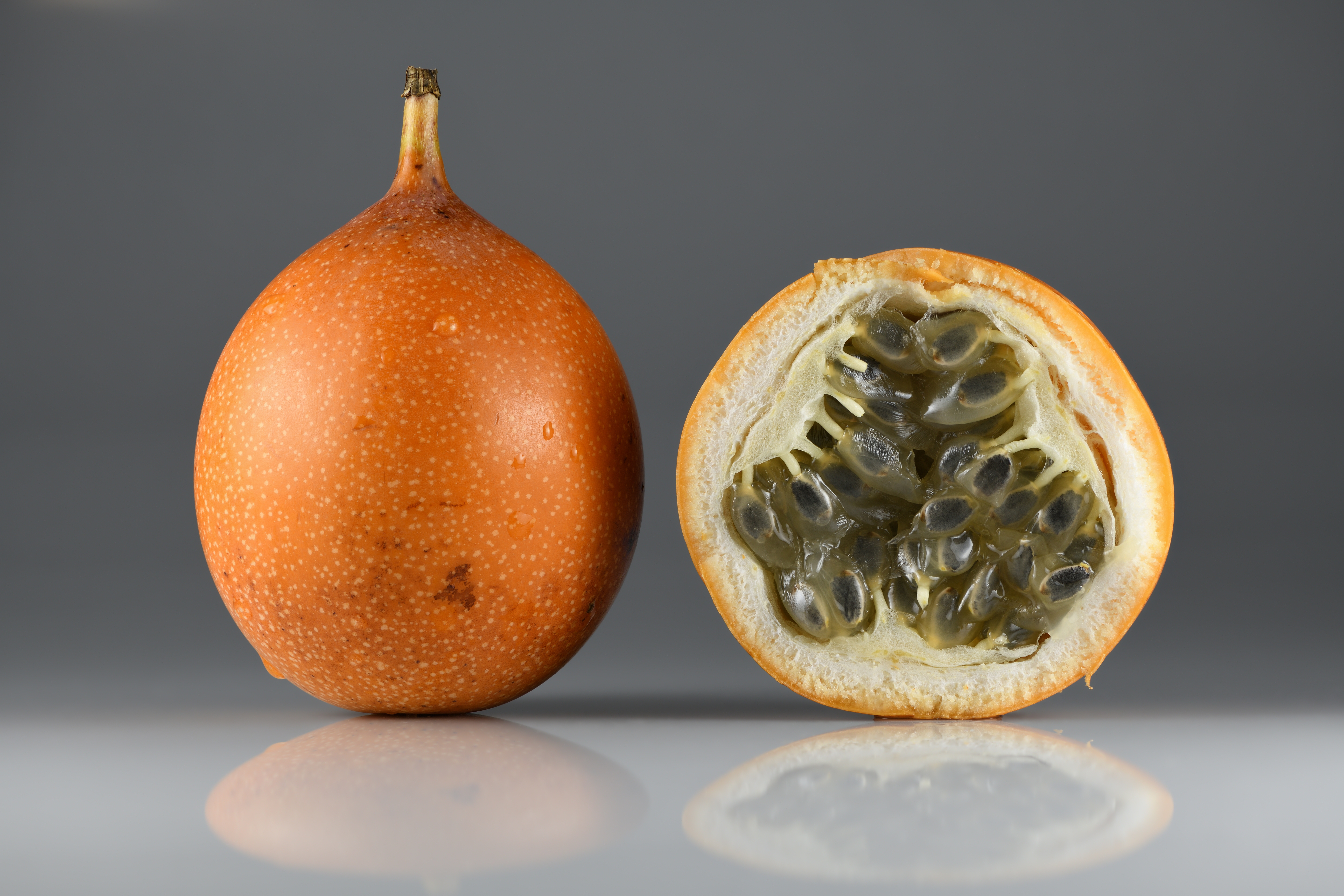
Vruchten
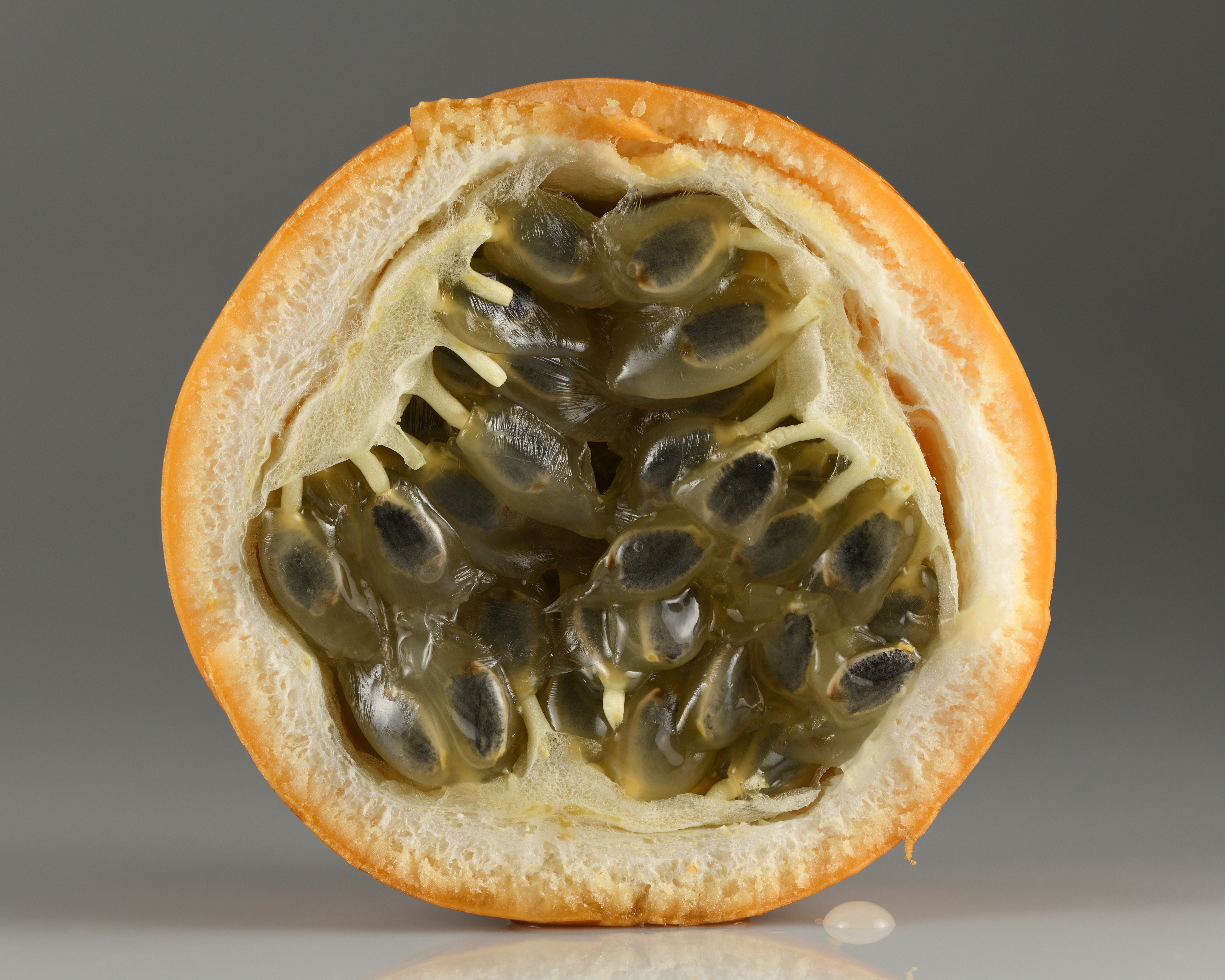
Gehalveerde vrucht

... · 
P. alata · 
P. aurantia · 
P. biflora · 
P. caerulea (Blauwe passiebloem) · 
P. citrina · 
P. coccinea · 
P. coriacea · 
P. edmundoi · 
P. edulis · 
P. edulis forma edulis · 
P. edulis forma flavicarpa · 
P. foetida · 
P. gibertii · 
P. herbertiana · 
P. incarnata · 
P. jorullensis · 
P. kermesina · 
P. laurifolia · 
P. ligularis · 
P. lindeniana · 
P. loefgrenii · 
P. lutea · 
P. morifolia · 
P. murucuja · 
P. organensis · 
P. picturata · 
P. punctata · 
P. quadrangularis · 
P. racemosa · 
P. rubra · 
P. serratifolia · 
P. suberosa · 
P. subpeltata · 
P. tarminiana · 
P. tulae · 
P. vitifolia · 
P. xishuangbannaensis · 
P. yucatanensis · 
...